# Зелені (партія)
Політична партія «Зелені», скор. ПП «Зелені» — політична партія України, зареєстрована 16 жовтня 2008 р. Метою діяльності партії є участь у виробленні державної політики та побудова в Україні сталого громадянського суспільства, переконаного у тому, що екологічно орієнтований, конструктивний і системний підхід до політичних, економічних, соціальних та інших суспільних відносин є єдиноприйнятним для розвитку України.

## Історія
Партія «Зелені» зареєстрована Міністерством юстиції України 16 жовтня 2008 р. Спочатку називалася «Воля», місцем локалізації було місто Харків. Головою організації обрано бізнесмена Геннадія Анатолійовича Федоровського.
В кінці 2009 р. голова партії покинув свій пост, новим лідером обрали відомого київського бізнесмена та чиновника, колишнього члена фракції Партії регіонів у Верховній Раді, Олександра Прогнімака. Тоді ж партія змінила свою назву на «Зелені» і офіційно переїхала з Харкова до Києва.
На парламентських виборах до Верховної Ради України 2012 р. партія набрала 0,25 % (51 369 голосів) і не потрапила до парламенту.